# Paolo Portoghesi
Paolo Portoghesi, född 2 november 1931 i Rom, död 30 maj 2023 i Calcata i Lazio, var en italiensk arkitekt och arkitekturhistoriker.
Portoghesi ritade tillsammans med Vittorio Gigliotti enfamiljshuset Casa Papanice (1969–1970), som uppvisar ett komplext spel med konvexa och konkava former, inspirerat av det borrominiska formspråket. Portoghesi och Gigliotti ritade även den omdebatterade moskén (1984–1992) i norra Rom.